# Black Water: Abyss
Black Water: Abyss ist ein US-amerikanisch-australischer Tierhorrorfilm von Regisseur Andrew Traucki, der im Juli 2020 in die australischen sowie britischen Kinos kam und im Dezember desselben Jahres als Direct-to-Video in Deutschland erschien. Es handelt sich um eine Fortsetzung zum Film Black Water aus dem Jahr 2007.

## Handlung
Eric und Jennifer, die eine gemeinsame Beziehung führen, überzeugen das befreundete Paar Yolanda und Viktor, in Nordaustralien nahe Cairns eine Tour in eine noch unerforschte Höhle zu machen. Schon bald stößt Erics Freund Cash zur Gruppe hinzu, der die Höhle auf der Suche nach verschwundenen japanischen Touristen fand. Obwohl sowohl Jennifer als auch Viktor Bedenken über das Vorhaben äußern, kommt die Expedition am nächsten Tag dennoch zustande. So seilen sich die fünf Freunde in die Höhle ab, folgen einem engen Gang und entdecken schließlich eine unterirdische, mit Wasser gefüllte Grotte.
Durch starke Regenfälle tritt zeitgleich ein nahegelegener Fluss über die Ufer. Das Höhlensystem wird daraufhin mit Wasser geflutete, was die Freunde durch den langsam steigenden Wasserspiegel bemerken. Zu allem Überfluss wird Viktor plötzlich von einem Krokodil angegriffen, das den Weg in die unterirdische Grotte gefunden hat. Schwer verletzt kann der Asthmathiker von seinen Freunden auf einen höhergelegenen Felsvorsprung gezogen werde, während die Gruppe gleichzeitig den leblosen Torso eines der japanischen Touristen findet. Eric und Cash schmieden daraufhin den Plan, den nun gefluteten Weg, den sie gekommen sind, zurückzutauchen und aus der Höhle mit ihren Handys Hilfe zu rufen. Zur Ablenkung des Krokodils werfen sie den Torso ins Wasser, doch wie sich schon bald darauf herausstellt, ist der Weg in die Freiheit durch Steine versperrt worden. Eric schafft es zwar, zur Gruppe zurückzukehren, doch Cash wird vom Krokodil gefressen.
Jennifer hat unterdessen einen leichten Luftzug in der Grotte bemerkt und entdeckt einen höhergelegenen Gang. Nun wollen Eric und Yolanda diesem Weg folgen, während Jennifer auf den verletzten Viktor aufpassen soll. Als Jennifer die Autoschlüssel aus dem Wasser fischen möchte und Viktor ihr nach einem Sturz hilft, wird er vom Krokodil angegriffen, ins Wasser gezogen und dort getötet. Nur wenig später schaut sich Jennifer die Fotos auf der zurückgelassenen Kamera von Yolanda an und findet dort ein Bild von Yolanda und Eric. Als beide zurückkehren, da sich der Weg als Sackgasse herausgestellt hat, gestehen Eric und Yolanda ein Verhältnis und eine gemeinsame Schwangerschaft.
Das Trio entdeckt daraufhin einen dritten möglichen Ausgang, der allerdings unter Wasser liegt. Eric opfert sich, woraufhin die beiden Frauen in die Freiheit tauchen können und das Auto aufsuchen. Beim Ausweichen eines umgestürzten Baumstamms steuert Jennifer den Wagen jedoch in den Fluss, wo beide erkennen müssen, dass auch das Krokodil der Grotte entkommen konnte. Als beide zum rettenden Ufer schwimmen wollen und vom Krokodil angegriffen werden, schießt Jennifer mit Cashs Waffe aus dem Handschuhfach des Autos auf das Tier, das dadurch getötet wird.

## Produktion
Nachdem der 2007 erschienene Tierhorrorfilm Black Water, der auf einer wahren Krokodil-Attacke basiert und in mehr als 70 Länder verkauft wurde, sowohl gute Kritiken als auch einige Filmpreise erhielt und zudem finanziell erfolgreich war, wurde im Februar 2018 die Produktion einer Fortsetzung angekündigt. Bei dieser sollten Regisseur Andrew Traucki und Produzent Michael Robertson zurückkehren, die beide bereits am Vorgängerfilm mitgewirkt haben. Das Drehbuch wurde von John Ridley und Sarah Smith geschrieben, während Neal Kingston und Pam Collis neben Robertson als Produzenten fungierten. Der Film wurde im März 2018 auf dem European Film Market in Berlin von Altitude Film Distribution potenziellen Verleihern vorgestellt und daraufhin in mehr als 20 Länder verkauft. Mit dem Drehstart wurde die Besetzung der fünf Hauptdarsteller Luke Mitchell, Jessica McNamee, Amali Golden, Benjamin Hoetjes und Anthony Sharpe bekannt.
Die Dreharbeiten sollten ursprünglich bereits im August und September 2018 in Queensland, Australien erfolgen. Die Vorproduktion begann schließlich erst im April 2019; der Drehstart mit Kameramann Damien Beebe erfolgte am 27. Mai 2019 in den Screen Queensland Studios in Brisbane. Im Gegensatz zum Vorgängerfilm ermöglichte die Arbeit in Filmstudios, dass der Filmdreh unabhängig von der Flut war, da man ein komplettes Höhlenset samt Wasserbecken errichten konnte. Gleich blieb jedoch, dass bei den Filmaufnahmen ein echtes Krokodil zusammen mit Spezialeffekten zum Einsatz kam, während auf CGI größtenteils verzichtet wurde. Dafür arbeitet das Produktionsteam mit einem Zoologen und Krokodilhändler zusammen, der sich ein rund viereinhalb Meter langes Tier in einem Teich auf seinem Privatgrundstück hielt. Vier Tage lang erfolgten Aufnahmen mit dem Reptil, bei denen das Krokodil mit Essen geködert wurde, bestimmte Tricks auszuführen.
Neben Brisbane und dessen Umgebung zählte im Juni 2019 auch der Nerang-Nationalpark zu den Drehorten. Besonders der australische Winter stellte die Filmemacher zum Teil vor große Herausforderungen. Als es an einem Drehtag zum Windböen von bis zu 40 km/h kam, dadurch Bäume umfielen und einige Crewmitglieder Unterkühlungen erlitten, musste das Filmmaterial des Tages später neu gedreht werden. Anfang Juli 2019 wurden die Dreharbeiten schließlich nach rund sechs Drehwochen abgeschlossen. Durch die Filmproduktion wurden rund 3,6 Millionen australische Dollar in die lokale Wirtschaft investiert und 100 Arbeitsplätze geschaffen. Sowohl für Mitchell als auch McNamee, die beide erfolgreiche Hollywood-Karrieren verfolgen, war Black Water: Abyss das erste Filmprojekt seit Jahren in ihrer australischen Heimat und mit ihrem australischen Akzent.
Ein Poster zum Film wurde im April 2019 veröffentlicht; der Trailer erschien am 23. Juni 2020. Black Water: Abyss lief am 10. Juli in den britischen und am 30. Juli 2020 in den australischen Kinos an, wo Universal den Vertrieb übernahm. In den Vereinigten Staaten erschien der Film am 7. August 2020 durch Screen Media Films zeitgleich in den Kinos und auf VoD-Plattformen. In Deutschland wurde Black Water: Abyss am 11. Dezember 2020 durch Leonine direkt auf DVD und Blu-ray veröffentlicht.

## Synchronisation
Die deutsche Synchronisation entstand nach einem Dialogbuch und unter der Dialogregie von Daniel Schlauch im Auftrag der Mo Synchro GmbH.
| Rolle    | Darsteller         | Synchronsprecher        |
| -------- | ------------------ | ----------------------- |
| Eric     | Luke Mitchell      | Vincent Fallow          |
| Jennifer | Jessica McNamee    | Janina Dietz            |
| Yolanda  | Amali Golden       | Regina Beckhaus         |
| Viktor   | Benjamin Hoetjes   | Louis Friedemann Thiele |
| Cash     | Anthony Sharpe     | Alexander Brem          |
| Miyuki   | Rumi Kikuchi       | Caroline Ebner          |
| Akito    | Louis Toshio Okada | Julian Manuel           |

## Kritiken
Von den 34 auf Rotten Tomatoes gelisteten Kritiken zu Black Water: Abyss fielen 44 % positiv aus. Als Fazit heißt es, der Film hinterlasse zwar keinen bleibenden Eindruck, könne Genre-Fans aber einigermaßen zufriedenstellen. Bei Metacritic erhielt der Film einen Metascore von 46 von 100 möglichen Punkten.
Dennis Harvey kommt in seiner Kritik für Variety zu einem positiven Urteil und attestiert Black Water: Abyss, mit der Mischung aus Klaustrophobie, Dunkelheit, trübem Wasser und einem großen Krokodil ein angemessenes Maß an Angst zu verbreiten. Obwohl der Film größtenteils formelhaft konzipiert worden und eine Kopie des Vorgängerfilms sei, handle es sich dennoch um einen intensiven Thriller. Regisseur Andrew Traucki setzte dabei nicht auf „Kreatureffekte“ und Gore, sondern wisse, dass für den Zuschauer am beängstigenden sei, was er nicht sehen könne. Das Setting biete dabei viel „natürliches Albtraummaterial“, das geschickt atmosphärisch eingesetzt werde. Auch die nur sparsam genutzte Musik erzeuge durch ihre Abwesenheit eine „mulmige Unruhe“, während sie in anderen Momenten unheimlich und beängstigend sei. Ebenso lobt Harvey die schauspielerischen Leistungen aller Darsteller, deren Verhalten glaubwürdig und authentisch sei. Auch wenn ihre Figuren nicht viel Entwicklungsspielraum hätten, seien sie immerhin keine Idioten. Als einzige große Schwäche identifiziert Harvey das seifenoper-artige Drehbuch von John Ridley und Sarah Smith, das zum Teil merkwürdige Entscheidungen treffe und ein zu übertriebenes Ende kreiere, welches zwar unterhaltsam, aber nicht so geschmeidig wie zuvor sei.
Auch Stefan Klug von der Märkischen Oderzeitung konnte vom Film überzeugt werden. Für ihn sei die Höhle der passende Schauplatz für einen Tierhorrorfilm, der subtil mit der Angst der Zuschauer spiele. So zeige der Film nur so viel, „wie für die richtige Portion Grusel notwendig ist“, und werde von Zeit zu Zeit gut getimt auch blutig. Insgesamt sei Black Water: Abyss für Klug ein technisch gut gemachter Film, bei dem Genre-Fans auf ihre Kosten kommen würden.
Meagan Navarro von Bloody Disgusting zieht hingegen ein negatives Fazit. Laut ihr habe Black Water: Abyss eigentlich alle Komponenten für einen gemeinen Überlebensthriller, so beispielsweise einen visuell atemberaubenden Schauplatz, doch trotz zahlreicher spannungsgeladener Szenen enttäusche letztendlich das Ende. Der Film beginne bereits mit einer vielversprechenden Eröffnungsszene, verlangsame danach allerdings das Erzähltempo, um die Hauptfiguren vorzustellen. Diese seien dünn geschrieben, sodass das Drama zwischen ihnen zu konstruiert wirke. Gleichzeitig kämen die Stars des Films – die Krokodile – zu kurz. Die „Killer-Krokodil-Szenen“, die man erwarte, gebe es nicht und auch daneben wisse der Film nicht, wie er die Tieraufnahmen mit den Menschen verbinden solle. So entstünde eine Reihe von Sequenzen, die nicht zum Schauplatz passe und nur durch die eindimensionalen Figuren zusammengehalten werde. Das geringe Budget werde dabei insbesondere in den Kämpfen und Angriffen sichtbar. Als Fazit zieht Navarro, obwohl Black Water: Abyss einige denkwürdige und erschreckende Momente beinhalte, lasse sich der Mangel an Tiefe, das überstrapazierte Drama und die nur geringe Spannung nicht zu einem dynamischen Film vereinen.
Ähnlich kritisch steht Donald Clarke von der Irish Times dem Film gegenüber. Black Water: Abyss orientiere sich laut ihm wie viele Genrevertreter an The Descent – Abgrund des Grauens, komme aber an den nur wenige Monate zuvor veröffentlichten Krokodil-Horrorfilm Crawl nicht heran. Dies komme daher, dass die Tiere nicht oft zu sehen seien und die Filmemacher auch die Andeutungen nicht beherrschen würden. Stattdessen gebe es hektische Schnitte, langweilige sowie dumme Figuren, verwirrende Ausbrüche von Gewalt und keine durchgängige Spannung. Einen Pluspunkt vergibt Clarke jedoch für das oberirdische, beleuchtete Ende, das an einen Roger-Corman-Schocker erinnere.